# Bocander & Cronvall
Bocander & Cronvall var en arkitektfirma med verksamhet i Stockholm.

## Historik
Kontoret drevs av byggnadsingenjörerna Martin Bocander (1885-1957) och Arvid Cronvall (1884-1960). De hade båda studerat vid Byggnadsyrkesskolan vid Tekniska skolan och sedan varit anställda på arkitektfirman Hagström & Ekman. Vid Georg Hagströms bortgång 1918 övertog de verksamheten under eget namn.
Firman var mycket produktiv och står bakom ett hundratal bostadshus i Stockholmsområdet, bland annat längs Sveavägen under 1920-talet och på Gärdet under 1930- och 40-talen.

## Bilder

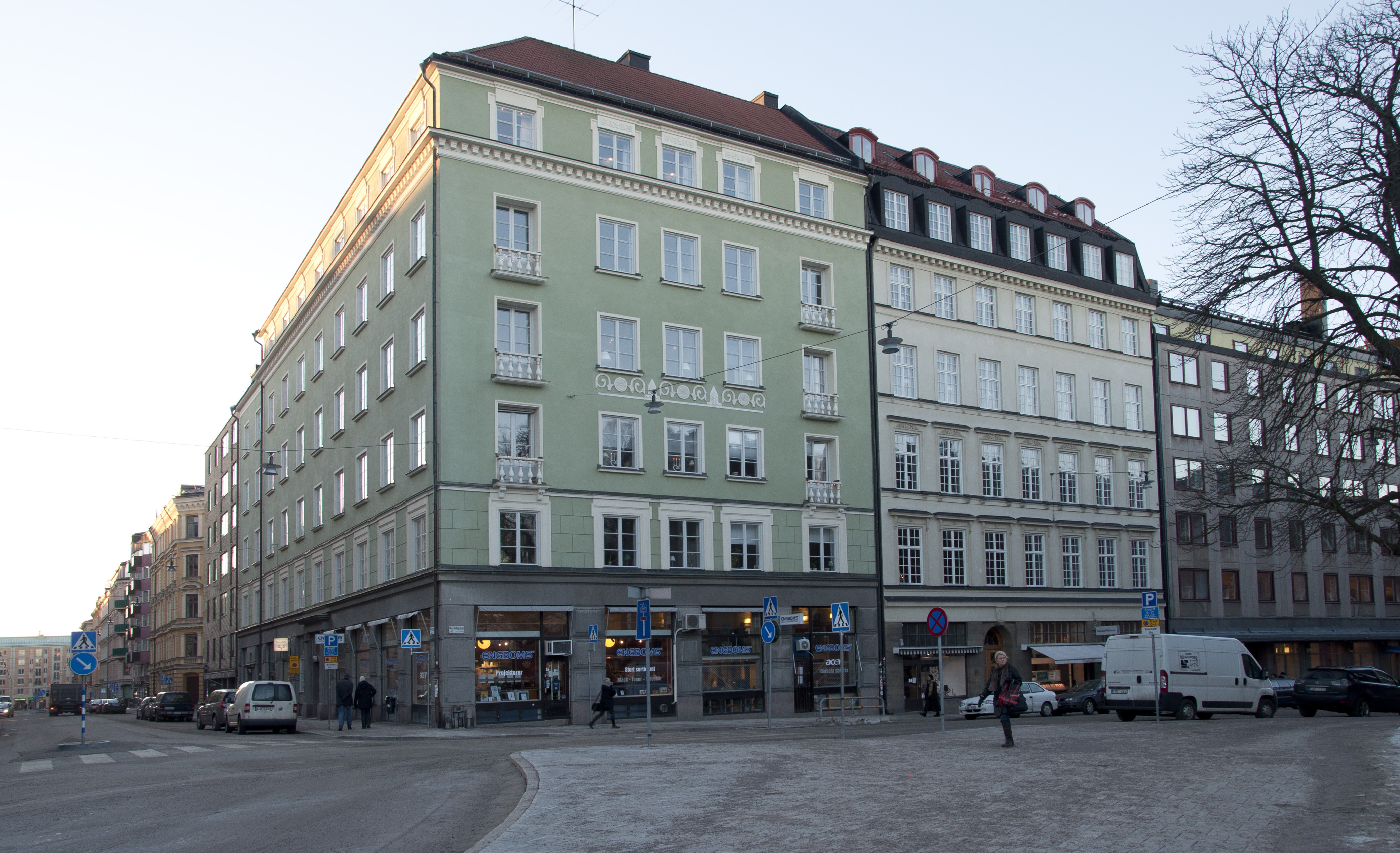
Norrtullsgatan 1 (1925–1927)
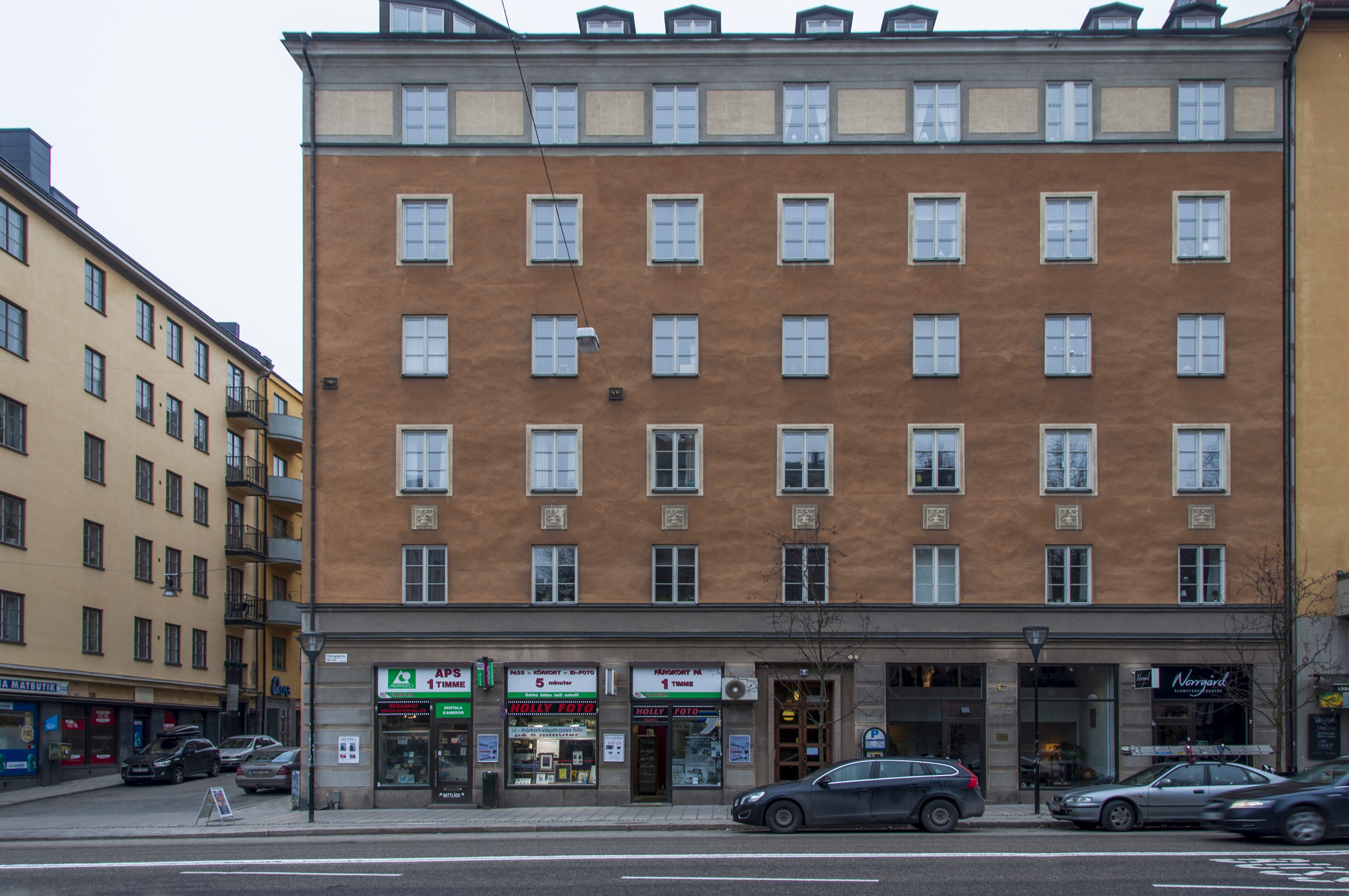
Folkungagatan 140 (1928–1929)
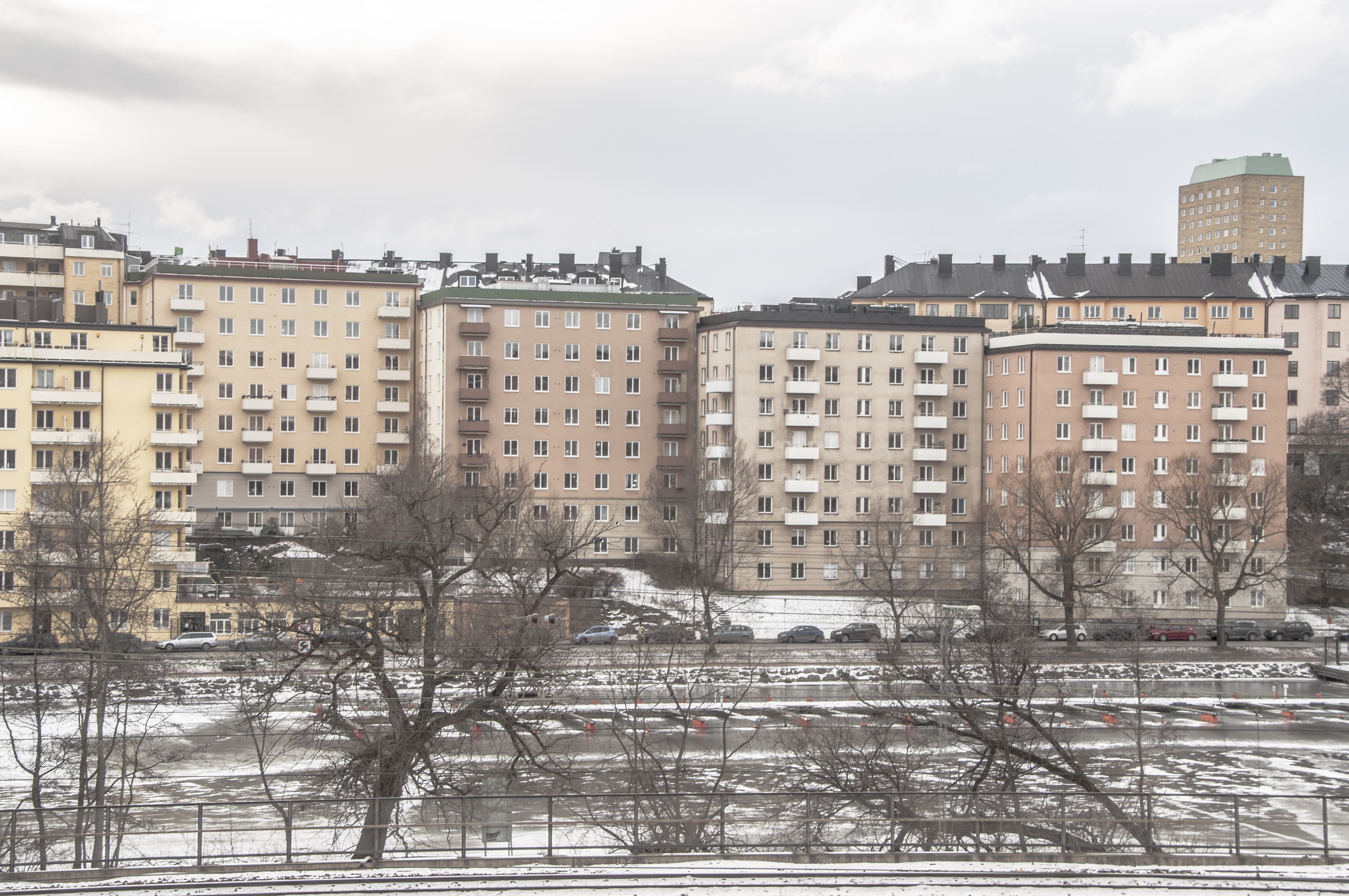
Kvarteret Bojen (1934–1935)
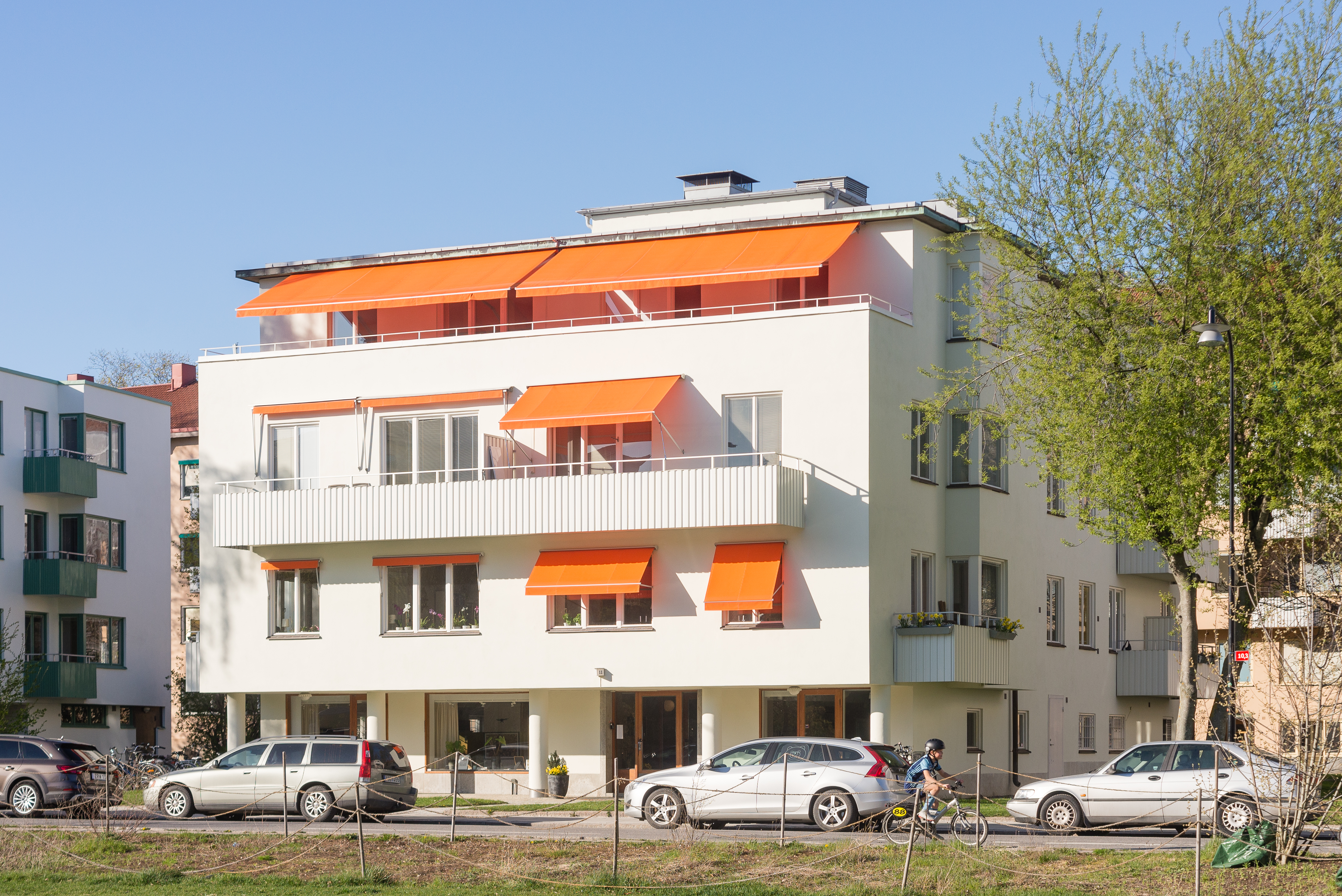
Askrikegatan 11 (1937)
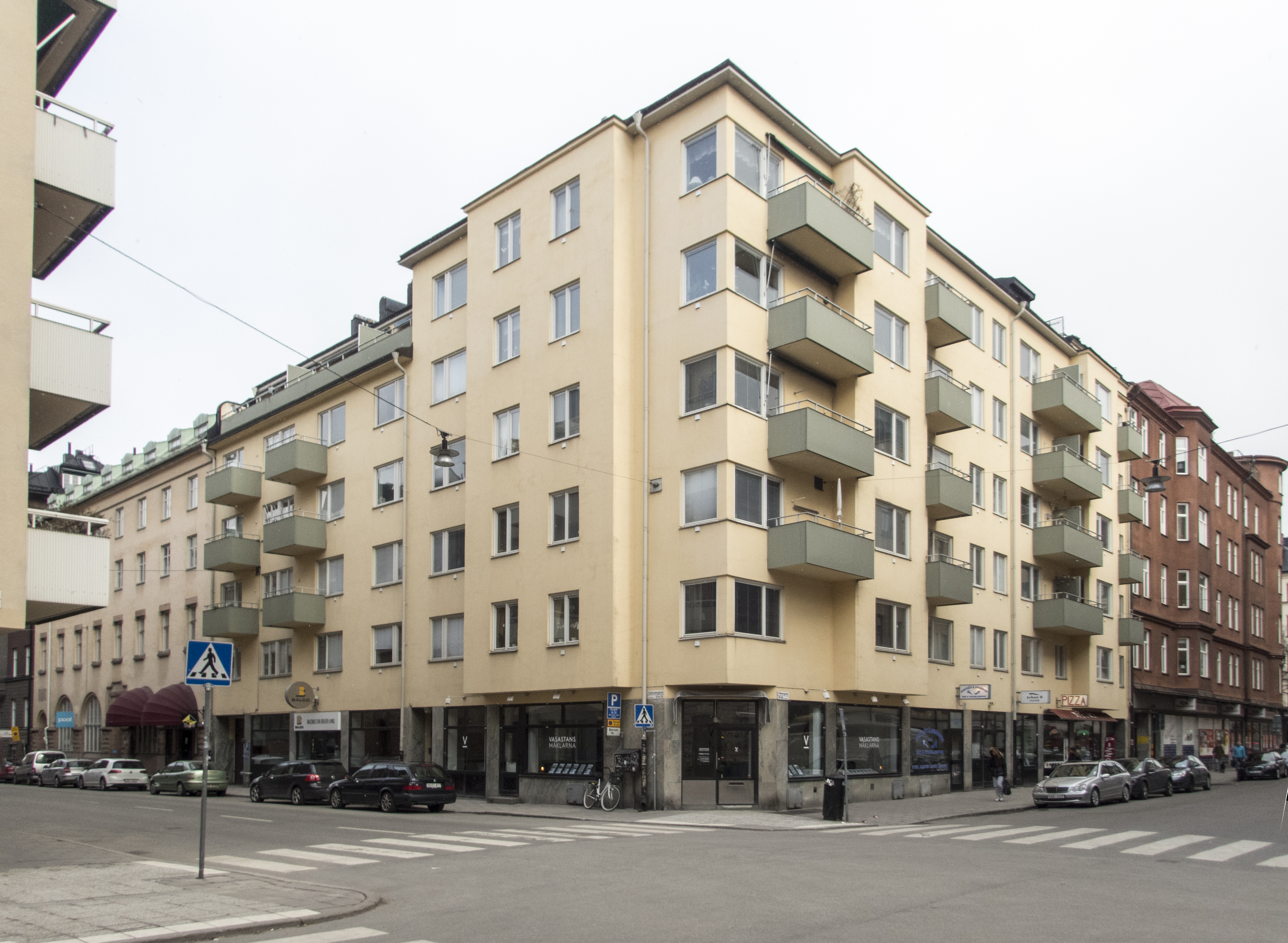
Surbrunn 10 (1939–1945)